# Campionato est-timorese di calcio
Il campionato est-timorese di calcio, organizzato dalla è articolato su tre livelli: il massima livello calcistico nazionale di Timor Est, la Liga Futebol Amadora Primeira Divisão, a cui prendono parte 8 squadre, la seconda divisione, detta Liga Futebol Amadora Segunda Divisão, cui prendono parte 12 squadre, e la Liga Futebol Amadora Terceira Divisão, cui partecipano altre 11 squadre.

## Struttura
| Livello | Divisioni                                        |
| ------- | ------------------------------------------------ |
| 1       | Liga Futebol Amadora Primeira Divisão 8 squadre  |
| 2       | Liga Futebol Amadora Segunda Divisão 12 squadre  |
| 3       | Liga Futebol Amadora Terceira Divisão 11 squadre |